# 101101 Carmichael
101101 Carmichael este o planetă minoră (asteroid), cu un diametru de 2,275 km, din centura de asteroizi. A fost descoperită pe 14 septembrie 1998 la Experimental Test Site⁠(d) de Lincoln Near-Earth Asteroid Research. 
Obiectul prezintă o orbită caracterizată de o semiaxă mare de 2,2745837620384 UAi, o excentricitate de 0,18018837159425, o înclinație de 2,8953291645105 ° în raport cu ecliptica.